# Myrmotherula longipennis
El hormiguerito alilargo (en Colombia, Ecuador y Venezuela) (Myrmotherula longipennis), también denominado hormiguerito de ala larga (en Perú),  es una especie de ave paseriforme de la familia Thamnophilidae perteneciente al numeroso género Myrmotherula. Es nativo de la cuenca amazónica y del escudo guayanés en Sudamérica.

## Distribución y hábitat
Se distribuye por el sur y sureste de Colombia, sur y este de Venezuela, Guyana, Surinam, Guayana francesa, norte y suroeste de la Amazonia brasileña, este de Ecuador, este y sureste de Perú y noroeste de Bolivia. Ver más detalles en Subespecies. 
Esta especie es bastante común en el sotobosque y en el estrato medio de selvas húmedas tropicales de terra firme, principalmente debajo de los 500 m de altitud, llegando hasta los 900 m en Venezuela.

## Sistemática

### Descripción original
La especie M. longipennis fue descrita por primera vez por el ornitólogo austríaco August von Pelzeln en 1868 bajo el mismo nombre científico; localidad tipo «Marabitanas, Río Negro, Amazonas, Brasil».

### Etimología
El nombre genérico femenino «Myrmotherula» es un diminutivo del género Myrmothera, del griego «murmos»: hormiga y «thēras»: cazador; significando «pequeño cazador de hormigas»; y el nombre de la especie «longipennis», proviene del latín «longus»: largo y «pennis»: de ala, derivado de «penna»: pluma; significando «de ala larga».

### Taxonomía
Parece ser que esta especie es pariente cercana a Myrmotherula urosticta y tal vez a M. menetriesii. Las tres generalmente son agrupadas en el llamado «complejo de hormigueritos grises», del cual también forman parte Myrmotherula axillaris, M. iheringi, M. minor, M. schisticolor, M. sunensis, M. behni, M. grisea, M. unicolor y M. snowi, a pesar de que este grupo posiblemente no sea monofilético.

### Subespecies
Según la clasificación del Congreso Ornitológico Internacional (IOC) (Versión 7.2, 2017) y Clements Checklist v.2016, se reconocen 6 subespecies, con su correspondiente distribución geográfica. A pesar de que las diferencias de plumaje y vocalización, y algunos estudios genéticos, sugieren que algunas subespecies pueden ser especies separadas, análisis recientes de características vocales revelan un cambio gradual en el canto de una subespecie para la otra (partiendo de la nominal, en el norte del rango y avanzando en sentido antihorario a través de la Amazonia, hasta paraensis); así, en los dos extremos del rango, el canto de la nominal suena muy diferente del de paraensis
- Myrmotherula longipennis longipennis Pelzeln, 1868 – sur de Venezuela (Bolívar, Amazonas), las Guayanas, norte de la Amazonia brasileña (al este hasta Amapá), sureste de Colombia, extremo noreste de Ecuador (al norte del río Napo) y extremo norte de Perú (Loreto norte de los ríos Napo y Amazonas).
- Myrmotherula longipennis zimmeri Chapman, 1925 – este de Ecuador (al sur del Napo) y noreste de Perú (al sur del Napo y al norte de los ríos Amazonas y Marañón).
- Myrmotherula longipennis garbei H. von Ihering, 1905 – este de Perú (al sur de los ríos Amazonas y Marañon), suroeste de la Amazonia brasileña (al este hasta el río Madeira) y noroeste de Bolivia (Pando, La Paz).
- Myrmotherula longipennis ochrogyna Todd, 1927 – bajo río Madeira al este hasta el bajo Tapajós.
- Myrmotherula longipennis paraensis (Todd, 1920) – desde el Tapajós hacia el este hasta el oeste de Maranhão, al sur hasta el noreste de Mato Grosso.
- Myrmotherula longipennis transitiva Hellmayr, 1929 – alto Madeira hacia el este hasta el alto Tapajós.